# Zandové
Zandové či dynastie Zandů (persky: دودمان زندیان, Dudmane Zandiyan) byla íránská panovnická dynastie vládnoucí Persii v letech 1751–1794.

## Historie
Založená byla Mohamadem Karímem chán Zandem (vládl 1751–1779). Rod Zandů zpočátku vládl jižnímu a střednímu Íránu, později rychle rozšířil vliv a ovládl většinu současného Íránu (kromě provincií Balúčistán a Chorásán) a také části Iráku. Země dnešní Arménie, Ázerbájdžán a Gruzie byly chanáty, které byly také de iure součástí Zandské říše, ale de facto byly značně autonomní. Ostrov Bahrajn měl podobný status. Vláda nejvýznamnějšího vládce dynastie Karíma chána se vyznačovala blahobytem a mírem. Nové hlavní město Šíráz vzkvétalo, rozvíjely se v něm umění i architektura, přičemž v ní byla oživena některá stará témata achaimenovská (550–330 př. n. l.) a sásánovská (224–651), tedy motivy z předislámského Íránu. Karím také zrenovoval hrobky středověkých perských básníků Chvádže Šamsuddína Muhammada Háfize a Sa'dího.

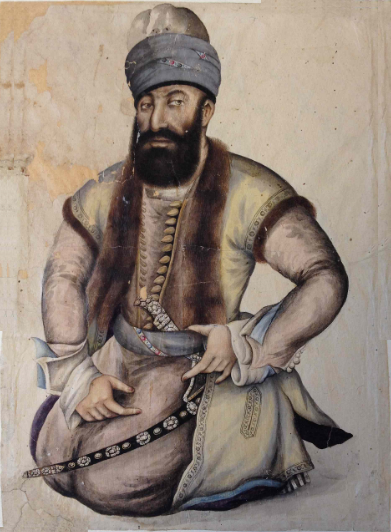
Portrét Karíma chána Zanda

Po smrti Karíma Zandský Írán upadl kvůli vnitřním sporům mezi členy dynastie. Jeho poslední vládce, Lotf Alí chán (vládl 1789–1794), byl nakonec popraven kmenovým náčelníkem Agá Muhammadem Chánem, který se ujal moci, a tím nastoupila nová dynastie Kádžárovců. Tím byla přerušena linie vývoje ke značně modernímu státu, neboť jak poznamenal The Oxford Dictionary of Islam, Karím chán byl „nejhumánnějším íránským vládcem islámské éry“. Jako takový byl vždy nenáviděn muslimskými konzervativci, stejně jako celá Zandská dynastie.
Po islámské revoluci v roce 1979 se stala jména Karíma a Lofta tabu a noví vládci Íránu požadovali, aby v Šírazu byly přejmenovány ulice po nich pojmenované. Občané města se proti tomu však vzbouřili.